# Козютівка
Козю́тівка —  село в Україні, у Куньєвській сільській громаді Ізюмського району Харківської області. Населення становить 168 осіб.

## Географія
Село Козютівка знаходиться за 3 км від річки Мокрий Ізюмець (правий берег), на відстані 1 км розташовані села Олександрівка та Підвисоке (раніше було частиною села Козютівка). В селі є невеликий ставок.

## Економіка
- Молочно-товарна ферма.

## Населення
Згідно з переписом УРСР 1989 року чисельність наявного населення села становила 223 особи, з яких 99 чоловіків та 124 жінки.
За переписом населення України 2001 року в селі мешкало 165 осіб.

### Мова
Розподіл населення за рідною мовою за даними перепису 2001 року:
| Мова       | Кількість | Відсоток |
| ---------- | --------- | -------- |
| українська | 150       | 89.29%   |
| російська  | 18        | 10.71%   |
| Усього     | 168       | 100%     |